# 区分診断法
先天性心疾患の診断における 区分診断法 または 区分分析法 （英: Segmental approach）とは、Van Praagh らによって提唱された先天性心疾患の解剖に則った心臓・大血管の形成異常の診断・分類法の一つである。
胎生期の心臓血管形成の過程において、心臓原基（原始心筒）が右方へ屈曲し大血管が回転、ついで屈曲した先端の心室が右から左方へ回転する。区分診断は、この過程で生じる心室・大血管回転異常に起因する心房位（situs）、心室位（心室ループ）、大血管の位置異常の組み合わせにより、先天性心疾患を診断・分類するものである。多様な先天性心疾患の全てを表すことはできないが、複雑な疾患でもその主要な心血管構築を表すことが出来る。
心臓超音波検査を始めとして、胸部X線、心電図、心臓カテーテル検査・造影検査等を用いて、以下のように各区分に分けて診断を行う。

## 心房位・心室位・大血管の診断

### 心房位
解剖学的右房が身体の右方にある（下大静脈が脊椎の右にある）とき、これを心房正位（situs solitus）と呼び、左側にあるとき、これを心房逆位（situs inversus）と呼ぶ。
それ以外（右房の位置が決定できない時）は心房不定位（situs ambiguus）とする。
Solitus（正位）、Inversus（逆位）、Ambiguous（不定位）のそれぞれ頭文字をとってS、I、Aで表す。

### 心室位
発生段階において原始心筒が右か左かどちらに湾曲するかで心室の位置が決まる。通常は右に彎曲（d-loop）するが、これが左に彎曲（l-loop）する異常が発生することがある。
解剖学的右室が右側に位置するとき（d-loop）、これを心室正位と呼び、Dで表す。逆に解剖学的右室が左側に位置するとき（l-loop），これを心室逆位と呼び、Lで表す。どちらでもない場合はX-loopとする。
D、Lはそれぞれギリシャ語に由来する"dextro-"（右）、"levo-"（左）を意味する。

### 大血管
大血管の位置関係は以下のように表記する。
- 前後左右の位置関係（transposition）

S（またはN）: Solitus(Normal) （正位：大動脈弁が肺動脈弁より右後）
I（またはIN）: Inverted Normal（逆位：大動脈弁が肺動脈弁より左後）
D（またはDM）: D-malposed（大動脈弁が肺動脈弁より右前）
L（またはLM）: L-malposed（大動脈弁が肺動脈弁より左前）
A: Anterior malposed または Ambiguously malposed（大動脈弁が肺動脈弁より前側）
大血管が1本しか出ておらず、大血管の位置関係が決定出来ない場合は X transposition とする。
- 空間的位置関係

spiral（螺旋状に交差）
parallel（平行）
side by side（同じ高さで横に並んで起始）
実際はこれらを D-spiral などのように組み合わせて表記する。

## 心房心室関係・心室大血管関係の診断

### 心房心室結合
房室結合（心房心室結合）には以下の種類がある。
- 正常配列

右房→三尖弁→右室、左房→僧帽弁→左室がそれぞれ正しく配列している。
- 房室弁交差（Crisscross heart）

2つの房室間の血流が立体的に交差している（そのため心エコーでは両房室弁の流入路が同時に描出出来ない）。
Crisscross heartは房室弁の結合様式によってさらに2種類に分かれる。
- 一致型房室弁交差（concordant crossing）

完全大血管転位症、または両大血管右室起始症に合併して生じる。心房→心室の結合は正常である。
- 不一致型房室弁交差（discordant crossing）

多くは修正大血管転位症を合併する。右房は僧帽弁を介して左室に結合し、左房は三尖弁を介して右室に結合する。
- 一側房室弁両室挿入
- 両房室弁同室挿入

2つの房室弁が大きな1つの心室に挿入する結合様式。
- 両房室弁左室挿入 Double inlet left ventricle（DILV）：痕跡的右室がD-loopでは右前方に、L-loopでは左前方に認められる。
- 両房室弁右室挿入 Double inlet right ventricle（DIRV）：痕跡的左室がD-loopでは左後方に、L-loopでは右後方に認められる。

- 一側房室弁口閉鎖

### 心室大血管結合
心室大血管結合には以下の種類がある。
- 正常起始（心室大血管結合一致）：大動脈が解剖学的左室から、肺動脈が解剖学的右室から起始
- 大血管転位：大動脈が解剖学的右室から、肺動脈が解剖学的左室から起始
- 両大血管右室起始：大動脈と肺動脈が解剖学的右室から起始
- 両大血管左室起始：大動脈と肺動脈が解剖学的左室から起始
- 大動脈騎乗：大動脈が心室中隔の上に位置し両心室にまたがっている状態

## 区分診断による表記
｛ 心房位，心室位，大血管 ｝ の順に各区分を並べて表記する。
以下に表記の例を示す。心室位（D-loop またはL-loop）で大きく二分すると
- D-loop

{ S, D, S } ： 正常心、または 後方大動脈型完全大血管転位症 posterior TGA
{ S, D, L } ： 完全大血管転位症 d-TGA、または 解剖学的修正大血管位置異常症 ACM（Anatomically corrected malposition）
{ S, D, D } ： 完全大血管転位症
{ S, D, I } ： 後方大動脈型完全大血管転位症、または 孤立性漏斗部大血管逆位 IIAI（Isolated infundibuloarterial inversion）
- L-loop

{ S, L, S } ： 孤立性心室逆位 IVI（Isolated ventricular inversion）
{ S, L, L } ： 孤立性心房逆位 IAI（Isolated atrial inversion）
{ S, L, D } ： 修正大血管転位症 l-TGA、またはIAI-M（Isolated atrial inversion with malposition）
{ S, L, I } ： 修正大血管転位症

房室結合様式、心室大血管結合様式で分類すると以下のようになる。
|                     | 心室-大血管結合一致                                                                         | 心室-大血管結合不一致                                                                                               |
| ------------------- | ------------------------------------------------------------------------------------------- | --- |
| 心房-心室結合一致   | { S, D, S } / { I, L, I } { S, D, L }-ACM / { I, L, D } { S, D, I }-IIAI / { I, L, S }      | { S, D, D }-d-TGA / { I, L, L } { S, D, L }-d-TGA / { I, L, D } { S, D, S }-posterior TGA { S, D, I }-posterior TGA |
| 心房-心室結合不一致 | { S, L, S }–IVI / { I, D, I } { S, L, I }-IAI / { I, D, S } { S, L, D }-IAI-M / { I, D, L } | { S, L, L }-l-TGA / { I, D, D } { S, L, D }-l-TGA / { I, D, L } { S, L, S }-l-TGA                                   |

## 区分診断に含まれないケース
上記の区分診断には含まれないケースとして、代表的なものに房室中隔欠損症、単心房などがある。